# Cagiva
Cagiva Motor S.p.A. és una empresa italiana fabricant de motocicletes amb seu a Varese (Llombardia). Va ser fundada el 1950 per Giovanni Castiglioni, originàriament com a fabricant de petites peces metàl·liques.
L'empresa és present al món de la competició des del 1978, quan els germans Claudio i Gianfranco Castiglioni, fills del fundador, compraren la fàbrica en liquidació d'Aermacchi/AMF Harley-Davidson a Schiranna, una frazione de Varese. El nom de la marca, Cagiva, ve de les sigles combinades del nom del fundador i el lloc de la planta de producció: Castiglioni Giovanni Varese. El 2011, la companyia va passar al fill de Claudio, Giovanni.

## Història

### Els inicis
El 1978, Cagiva va participar al mundial de velocitat amb dues Suzuki RGB500 de Gran Premi que pilotaren Gianfranco Bonera i Marco Lucchinelli. Aquell mateix any, l'empresa va adquirir la planta de Schiranna on es produïen les AMF Harley-Davidson (i anteriorment, l'Aermacchi) i va entrar al mercat de la motocicleta. Segons els acords assolits, fins al 1980 les seves motos es van comercialitzar sota la marca HD-Cagiva, abans de passar a la definitiva, Cagiva.
L'empresa era coneguda al mercat internacional com a «la casa dell'elefantino» a causa de la presència d'aquest animal al logotip de la marca, ja que l'elefant era un símbol de la bona sort que havia triat Giovanni Castiglioni després de la guerra. De fet, el primer logotip de Cagiva, de la primavera de 1978, mostrava un elefant davant del número u tricolor (amb els colors verd, blanc i vermell de la bandera d'Itàlia) heretat d'Aermacchi/Harley-Davidson.
Durant els primers anys d'activitat, la comercialització dels seus models diversificats, entre ells els de carretera, enduro i motocròs, es va limitar a cilindrades petites, i ja a partir del 1983 l'empresa va començar a entrar al sector de cilindrades mitjanes-altes amb l'adopció de motors Ducati.

### Compra d'altres marques

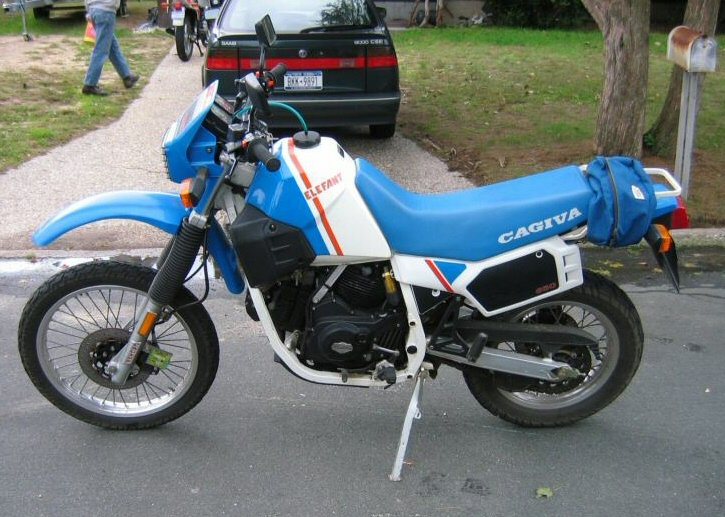
Cagiva Elefant 650 (1986), una dual-sport amb motor Ducati

A la recerca d'una quota de mercat més consistent, durant la segona meitat de la dècada del 1980 Cagiva va implementar un ampli pla d'expansió industrial mitjançant l'adquisició de Ducati, Moto Morini i Husqvarna.
Al juny de 1983, els germans Castiglioni van començar negociacions amb el govern italià per a adquirir Ducati i poder fer servir els seus motors a les motocicletes Cagiva. Com que la marca Ducati tenia més renom arreu del món, la fabricació de les motos d'aquesta marca va romandre a Bolonya, mentre que Cagiva va llançar sota la seva pròpia marca els nous models Alazzurra i Elefant, tots dos amb motor Ducati. Gràcies a l'orientació de Claudio Castiglioni i el dissenyador Massimo Tamburini, Cagiva va rellançar la històrica marca un cop adquirida. Alguns models ben coneguts es van produir en aquests anys de control de la marca per Cagiva, com ara la Ducati 916 i la Ducati Monster, dissenyades per Miguel Galluzzi.
La relació de Cagiva amb Ducati va durar fins al 1996, quan la marca bolonyesa va ser venuda a un grup inversor independent. D'una manera semblant, el 1985 Cagiva va adquirir Moto Morini. Les vendes d'aquesta marca, però, van decaure amb la gestió de Cagiva, de manera que Moto Morini va ser venuda el 1999, també a inversors independents.
El 1987, Cagiva va comprar la divisió de motocicletes de Husqvarna AB per tal d'aprofitar el prestigi internacional de la marca en el camp del fora d'asfalt. Cagiva retingué Husqvarna fins al 2007, quan l'hi vengué a BMW.
El 1992, Cagiva també es va embarcar en un nou projecte industrial: rellançar l'oblidada marca MV Agusta amb un projecte ambiciós consistent a crear una motocicleta súper-esportiva amb un motor de 4 cilindres capaç de rivalitzar amb la millor competència. La moto es va presentar en públic el 1997 al Saló de l'Automòbil de Milà: la MV F4 750. El seu disseny es va convertir en un dels punts de referència pel seu refinament i netedat de línies, així com l'exclusivitat, la qualitat dels components, l'atenció als detalls i el rigor aplicat; tot això va fer que la F4 fos coneguda com al "Ferrari" de les dues rodes.

### Canvis de propietat
A finals de la dècada del 1990, Cagiva es va vendre les marques que havia adquirit: primer Ducati (1996) i després Moto Morini (1999); una dècada després, es va vendre Husqvarna a BMW (2007).
L'11 de juliol de 2008, després de la incorporació de la marca Cagiva al MV-Agusta Group, Harley-Davidson va adquirir el grup per aproximadament 70 milions d'euros (109 milions de dòlars). Tot i així, a l'octubre del 2009 Harley-Davidson va decidir revendre MV Agusta i a l'agost del 2010 l'hi va vendre a Claudio Castiglioni, fundador de la marca Cagiva.
Castiglioni es va morir el 17 d'agost del 2011, deixant l'empresa en mans del seu fill Giovanni, qui ja havia dirigit la companyia durant aproximadament un any. Poc després, tots els models de la marca Cagiva es van eliminar del catàleg, ja que els esforços de producció i disseny es van concentrar en la marca MV Agusta, més prestigiosa.

## Mini Moke

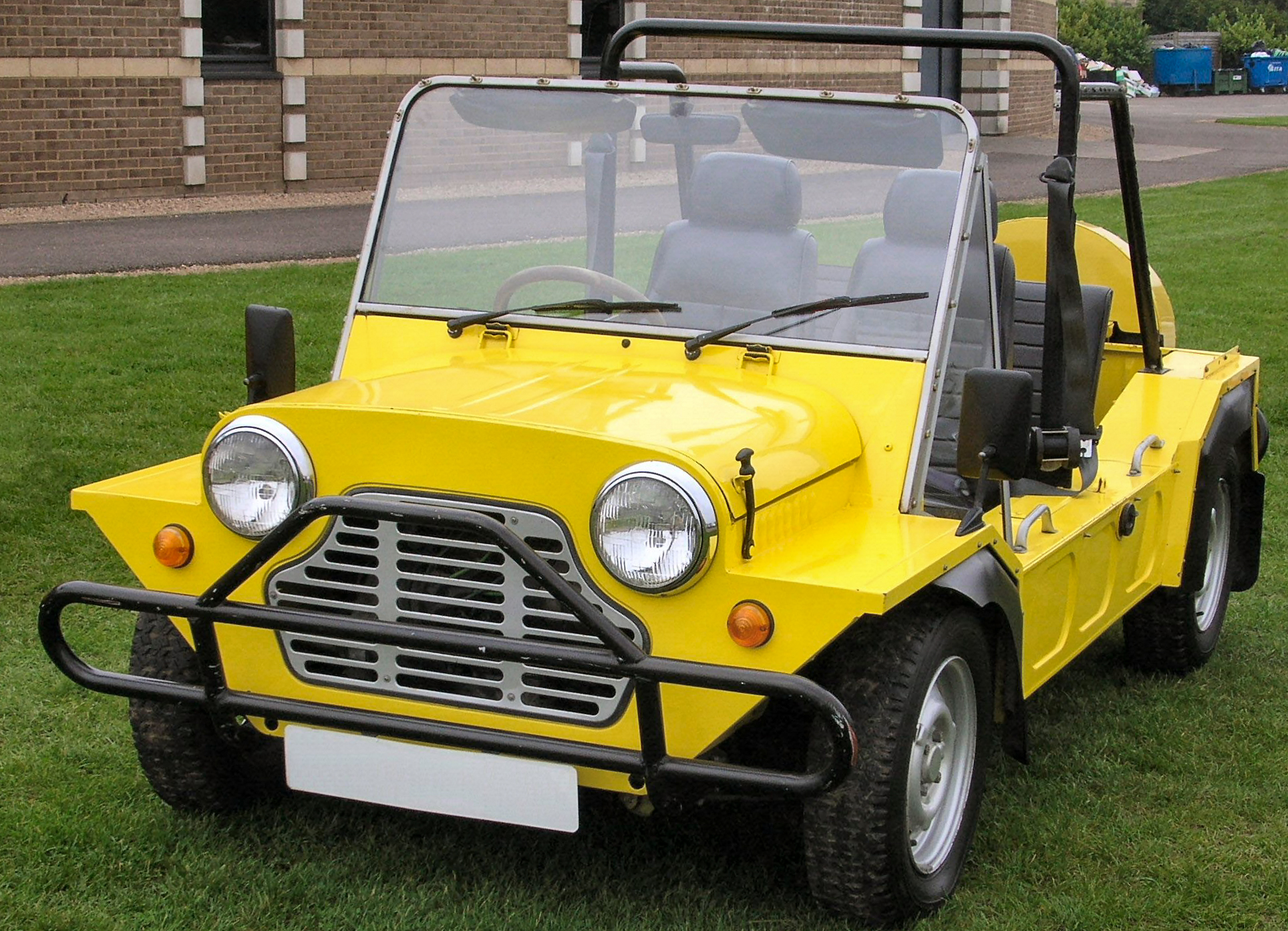
Un Mini Moke portuguès de 1984

Cagiva va comprar el disseny de BMC per al Mini Moke i el va produir a Portugal mitjançant motors de fabricació britànica des del 1990 fins al 1993. Amb la intenció de transferir la producció a la fàbrica de Bolonya a principis de 1995, la maquinària per al Moke es va transferir a Itàlia a finals del 1993, però la producció mai no s'hi va reiniciar.

## Centre de Recerca Cagiva
Fundat el 1987 a San Marino, el Centro Ricerche Cagiva, rebatejat més tard com a Centro Ricerche Castiglioni, és un centre de desenvolupament de motocicletes a partir del qual es produïen els models Cagiva i MV Agusta, així com els de competició.
El centre es dedica a la creació de nous productes i la seva realització des dels esbossos inicials fins a la industrialització final, mentre que la seu de Varese es reserva la gestió de l'estudi i la definició de les parts especials.

## Competició

### Velocitat

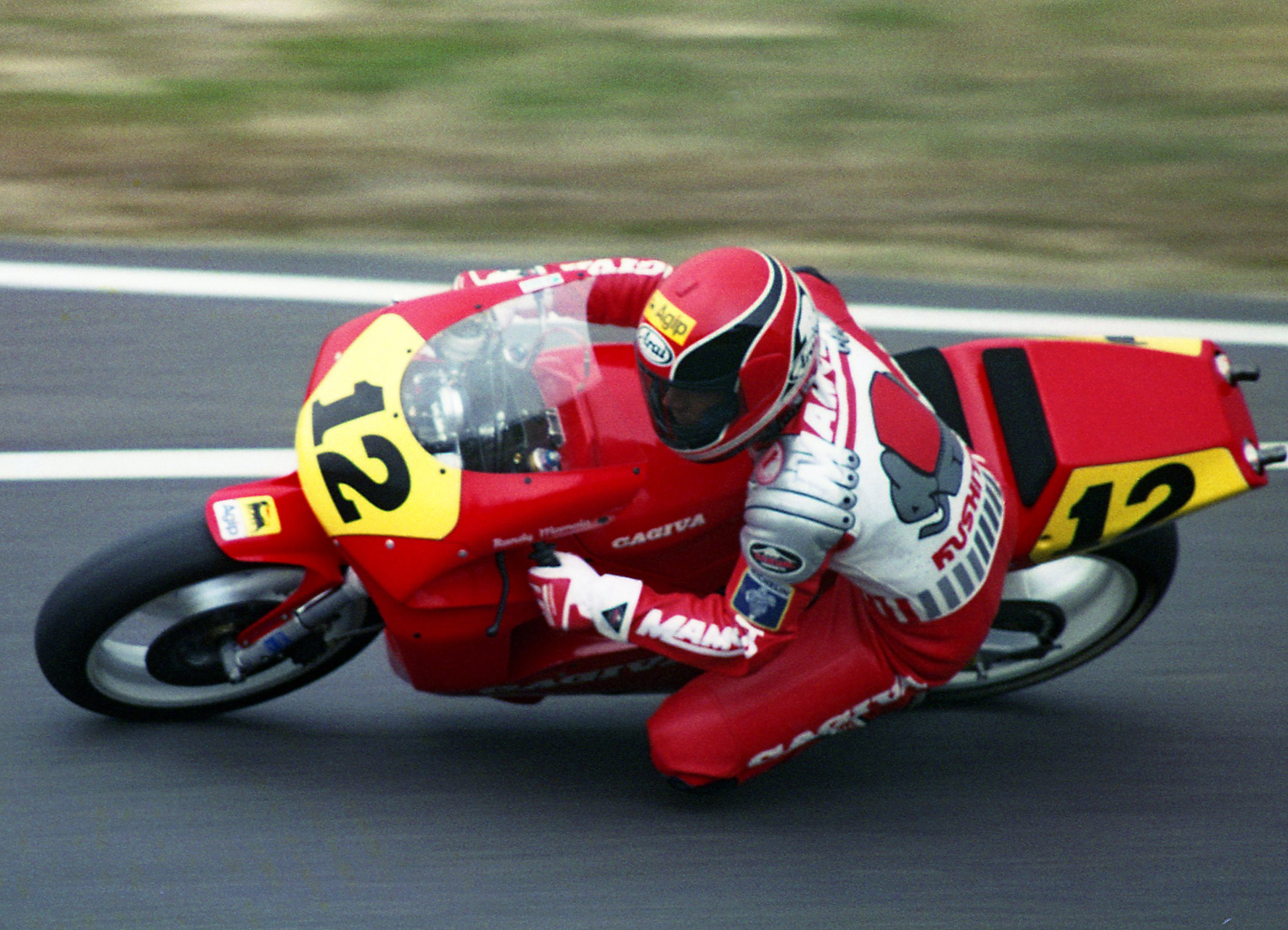
Randy Mamola amb la Cagiva GP al de 1989

A finals de la dècada del 1970 la companyia va començar a competir al mundial de velocitat de 500cc, inicialment amb motocicletes Suzuki i, més tard, amb motos pròpies. Randy Mamola va ser el principal pilot de la marca entre el 1988 i el 1990, i va aconseguir el primer podi de Cagiva. La firma comptà també amb assistència tècnica de Yamaha. El 1991, Cagiva va fitxar l'excampió del món Eddie Lawson, qui va aconseguir la primera victòria de la marca en Gran Premi en guanyar el Gran Premi d'Hongria el 1992. John Kocinski també guanyà un Gran Premi amb la Cagiva GP500 (C594) i quedà tercer al campionat del món de 1994.
Entre el 1978 i el 1994, Cagiva va participar al mundial de 500cc (amb alguna incursió al de 350cc) amb el seu equip oficial, dins el qual hi hagué nombrosos pilots de renom. A banda de Mamola, Lawson i Kocinski cal esmentar Virginio Ferrari, Jon Ekerold, Hervé Moineau, Joan Garriga, Didier de Radiguès, Raymond Roche, Massimo Broccoli, Alexandre Barros, Ron Haslam, Doug Chandler i Carl Fogarty. De totes aquestes temporades, el millor resultat de la marca fou el tercer lloc final de John Kocinski al mundial de 500cc de 1994.

### Motocròs
A començaments dels anys vuitanta, Cagiva va començar a fabricar motos de fora d'asfalt i va endegar un programa massiu de relacions públiques amb l'obertura de la seva oficina nord-americana. Va contractar Ron Turner i Duane Summers (una llegenda al campionat nord-americà de cross country) per a provar i desenvolupar les seves motocicletes. Les Cagiva de motocròs es caracteritzaven pels seus motors ràpids i potents i les seves característiques innovadores, com ara la línia MX que tenia només una molla a la forquilla anterior, amb un tub que controlava el rebot i l'altre, la compressió.
Ja des del 1979, la firma va participar oficialment al mundial de motocròs durant diverses temporades i hi aconseguí nombrosos èxits, entre ells dos mundials de pilots (Pekka Vehkonen i David Strijbos) i tres de constructors en 125cc entre el 1985 i 1987. També va destacar en la cilindrada de 250cc, on va aconseguir dos subcampionats mundials consecutius les temporades de 1987 i 1988 amb Pekka Vehkonen.
Cagiva va mantenir equips al mundial de motocròs fins al començament de la dècada del 1990. Entre els seus pilots, a banda dels campions Vehkonen i Strijbos, hi hagué Alain Lejeune, Corrado Maddii, Massimo Contini, Mike Healey, Iuri Khudiakov, Gert-Jan Van Doorn, James Dobb i Jeremy Whatley.
A Catalunya, els germans Toni i Jordi Elías van pilotar les Cagiva al Campionat d'Espanya de motocròs la temporada de 1984 amb èxit, ja que Jordi Elías va guanyar el títol de 125cc i Toni Elías fou subcampió de 125cc i de 250cc.

#### Palmarès al mundial de 125cc

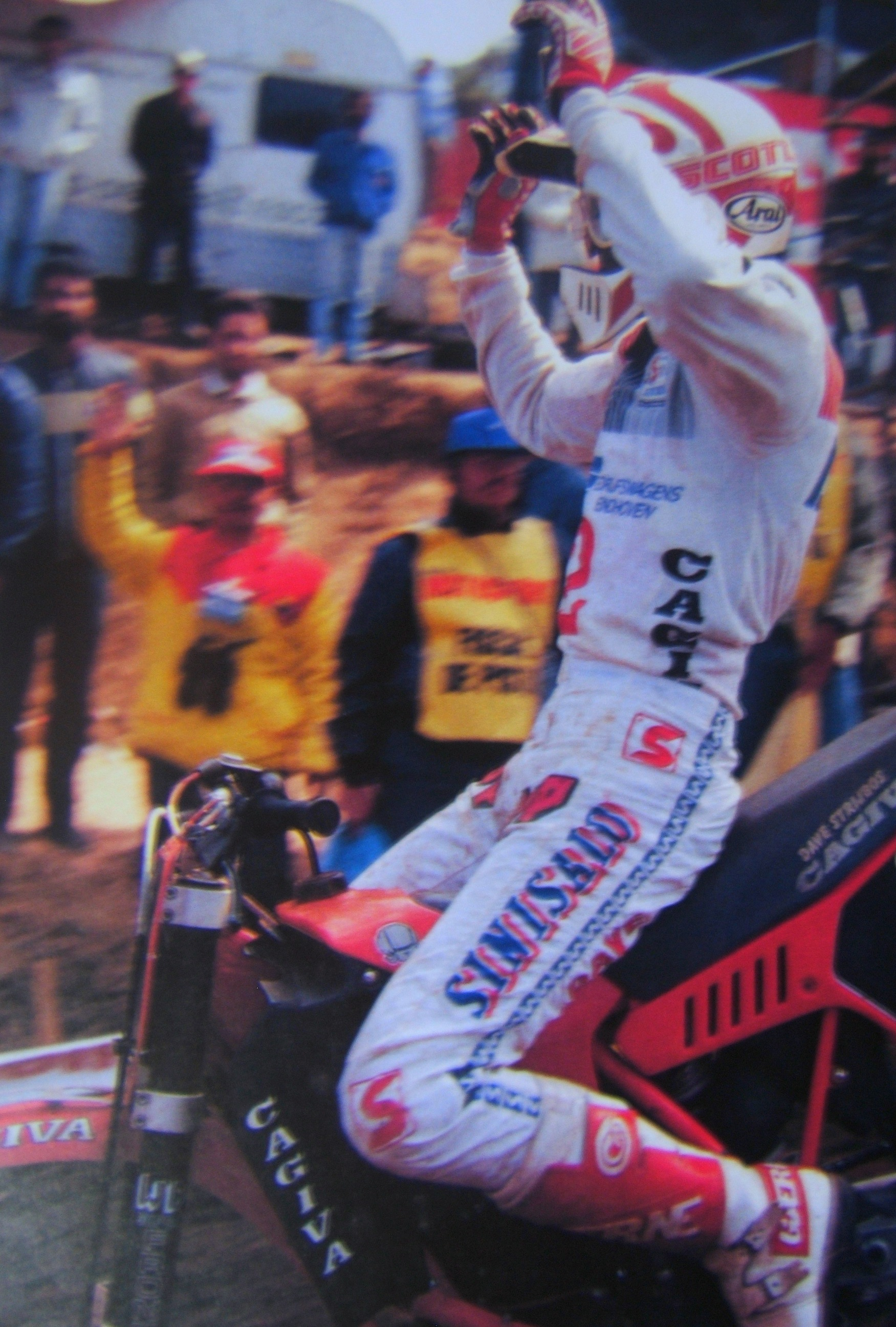
Dave Strijbos en guanyar el mundial de 125cc de 1986

- Pilots

| Any  | Campió         | Motocicleta |
| ---- | -------------- | ----------- |
| 1985 | Pekka Vehkonen | Cagiva WMX  |
| 1986 | David Strijbos | Cagiva WMX  |

- Constructors

| Any  | Campió |
| ---- | ------ |
| 1985 | Cagiva |
| 1986 | Cagiva |
| 1987 | Cagiva |

#### Palmarès al mundial de 250cc
| Any  | Subcampió      | Motocicleta |
| ---- | -------------- | ----------- |
| 1987 | Pekka Vehkonen | Cagiva      |
| 1988 | Pekka Vehkonen | Cagiva      |

### Raids

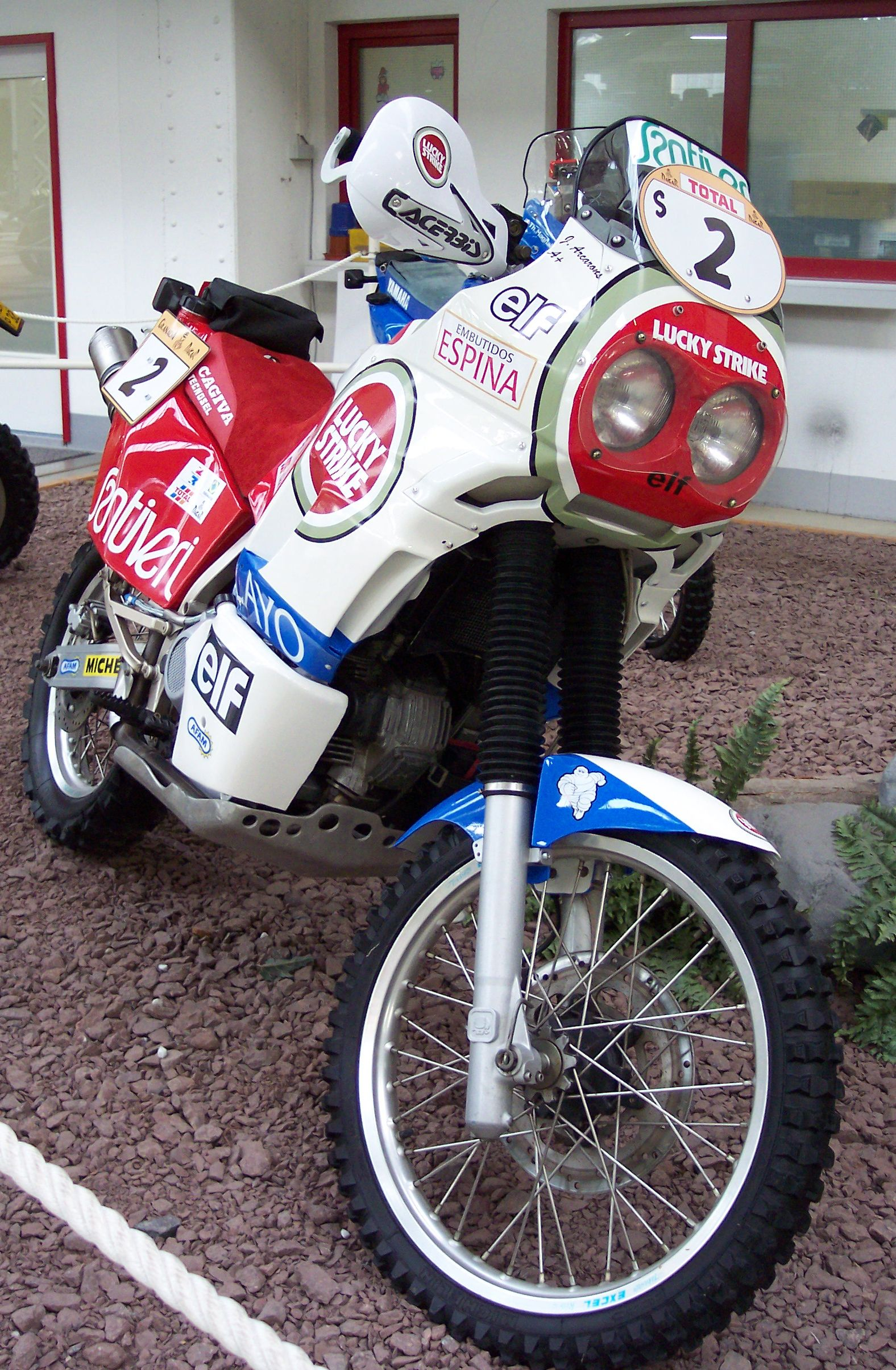
La Cagiva 750 Elefant que pilotà Jordi Arcarons al Ral·li Dakar de 1995

Entre els anys 1990 i 1998, diversos pilots de raids de renom competiren amb Cagiva en algun moment o altre de la seva carrera, entre ells Edi Orioli, Jordi Arcarons, Carles Mas, Alessandro De Petri, Danny LaPorte, Marc Moralès, Oscar Gallardo i Carlos Sotelo. De tots ells, qui més va reeixir fou Edi Orioli, qui va guanyar dues edicions del Ral·li Dakar (1990 i 1994) amb la Cagiva Elefant, equipada amb motor Ducati. Amb la mateixa moto, Jordi Arcarons aconseguí un tercer lloc (1992) i dos de segons (1994 i 1995) a la prova.
A Catalunya, Merlin va equipar durant anys els seus models de trail ("dual-sport"), entre ells la Nomada, amb motors Cagiva.

#### Victòries al Ral·li Dakar
| Any  | Guanyador  | Motocicleta    |
| ---- | ---------- | -------------- |
| 1990 | Edi Orioli | Cagiva Elefant |
| 1994 | Edi Orioli | Cagiva Elefant |

## Models

### Carretera
| - Alazzurra 350, motor Ducati - Alazzurra 350 GT, motor Ducati - Alazzurra 400, motor Ducati - Alazzurra 400 GT, motor Ducati - Alazzurra 650, motor Ducati - Alazzurra 650 GT, motor Ducati - Aletta Oro 125 S1 - Aletta Oro 125 S2 - Blues 125 - Freccia C9 125 - Freccia C10 125 - Freccia C12 125 | - Indiana 650, motor Ducati - Mito - Mito Mk II - Mito Ev - Mito SP525 - SS 175 - SST 125 - SST 250 - SST 350 - SuperCity 50/75 - SuperCity 125 - Roadster 521 | - Roadster 200 - Low Rider 125 - Prima 50/75 - Planet 125 - River 500 - River 600 - Raptor 125 - Raptor 650, motor Suzuki - V-Raptor 650, motor Suzuki - Raptor 1000, motor Suzuki - V-Raptor 1000, motor Suzuki - Xtra Raptor 1000, motor Suzuki |

Models de carretera Cagiva
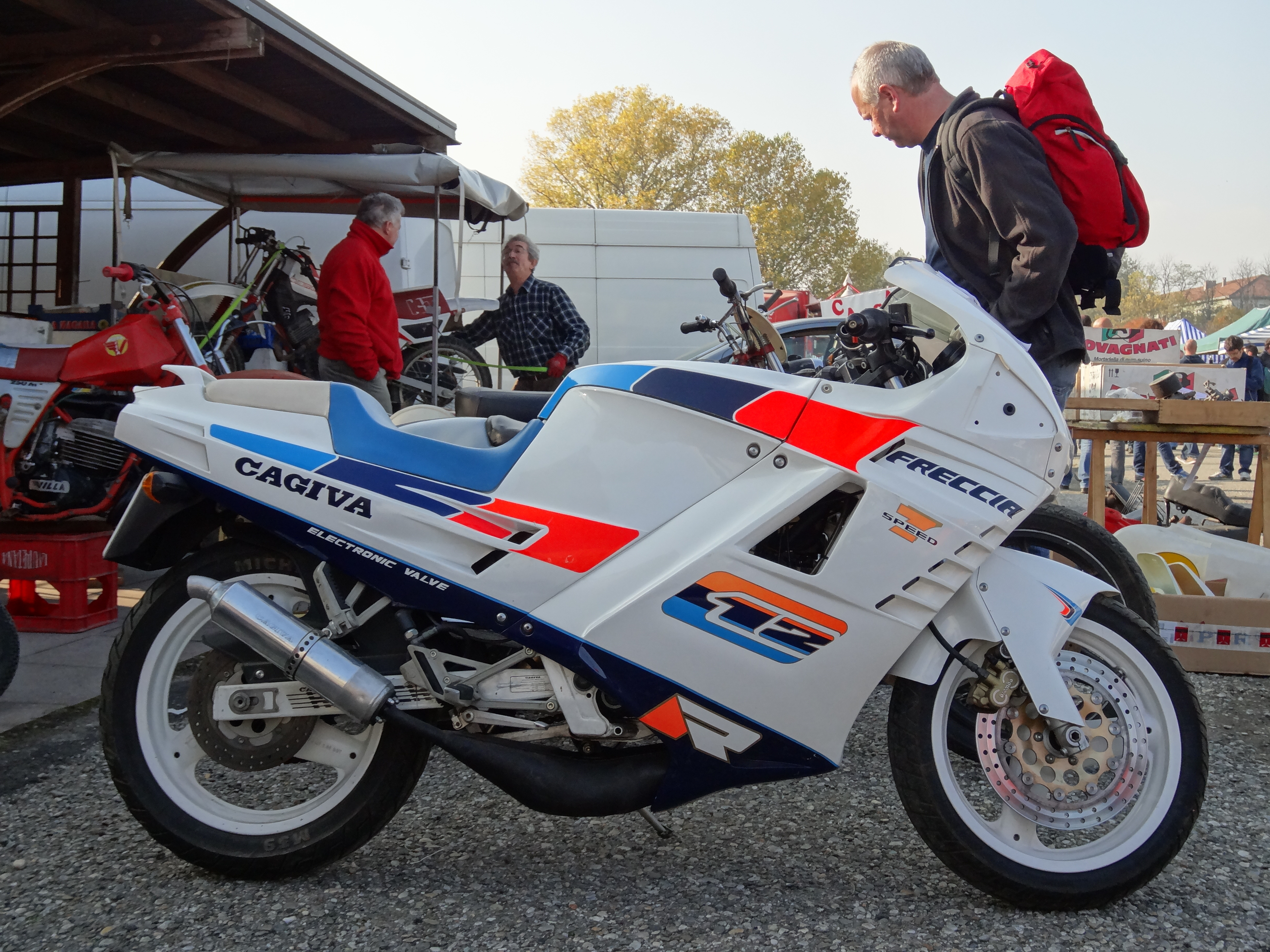
Cagiva Freccia C12R (1989)
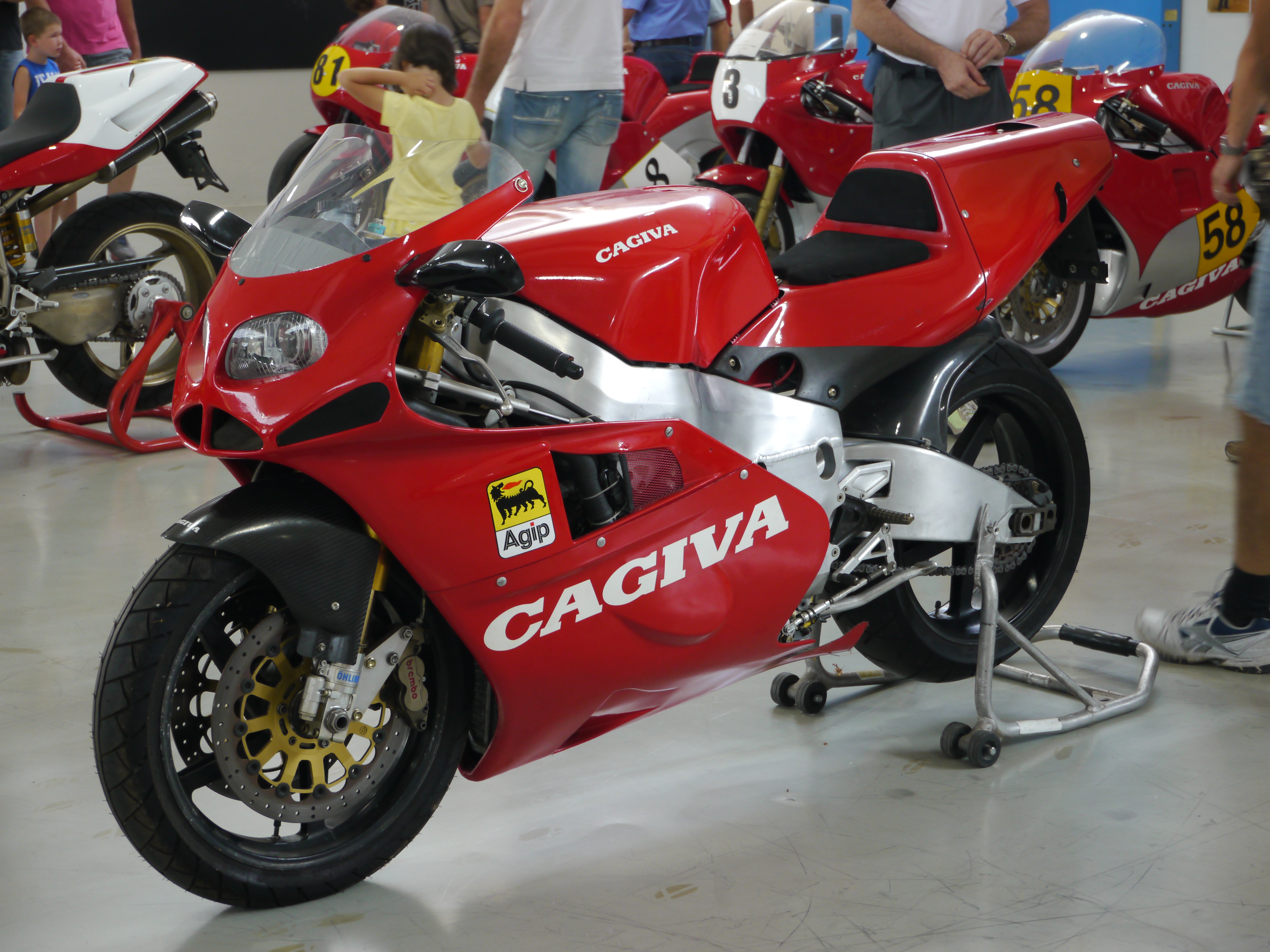
Cagiva F4 (1995), prototip de la futura MV Agusta F4
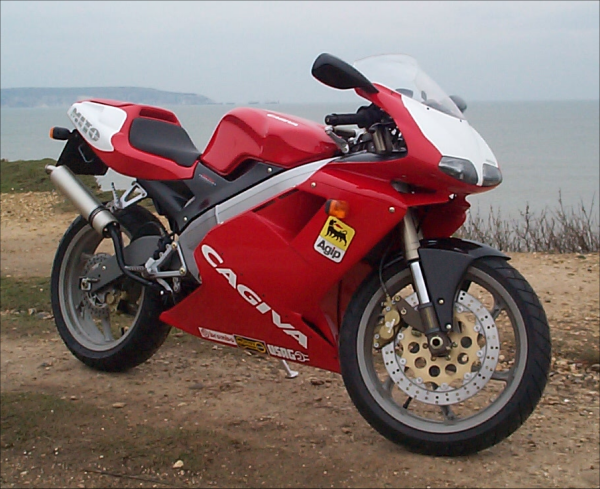
Cagiva Mito Evolution II (2001)
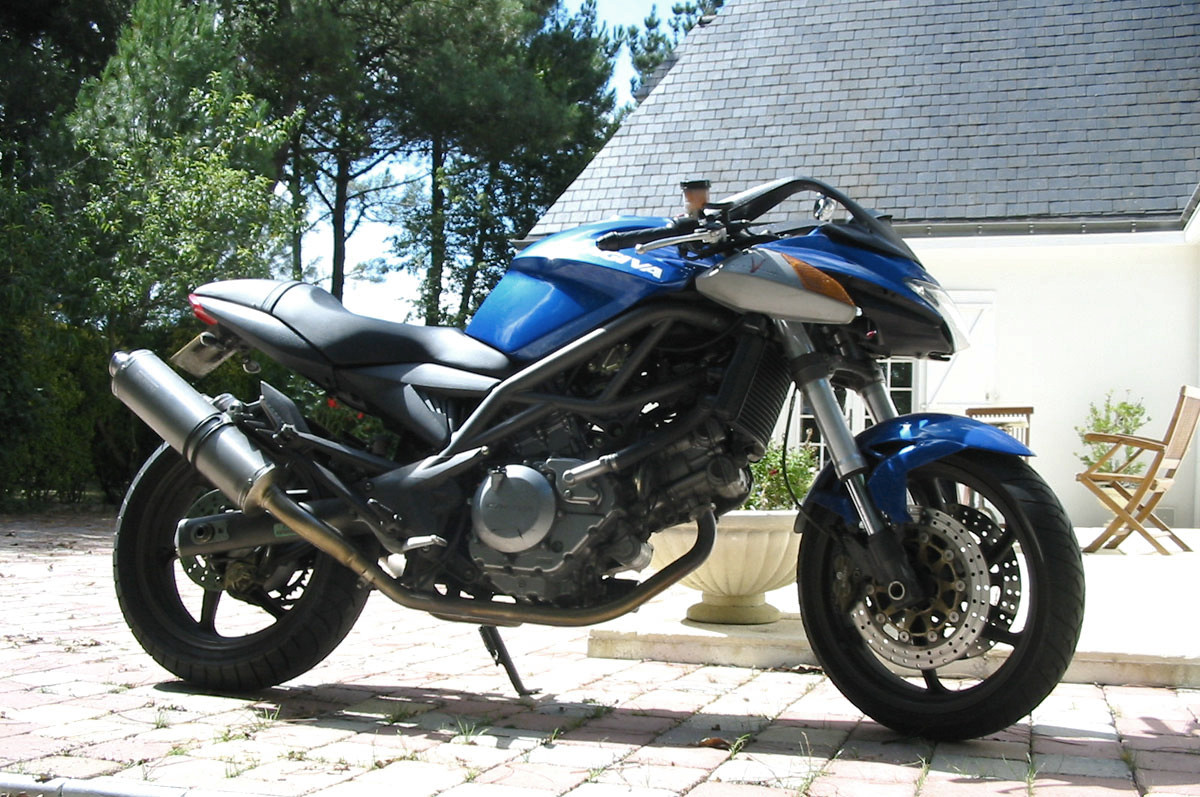
Cagiva V-Raptor 650 (2001)
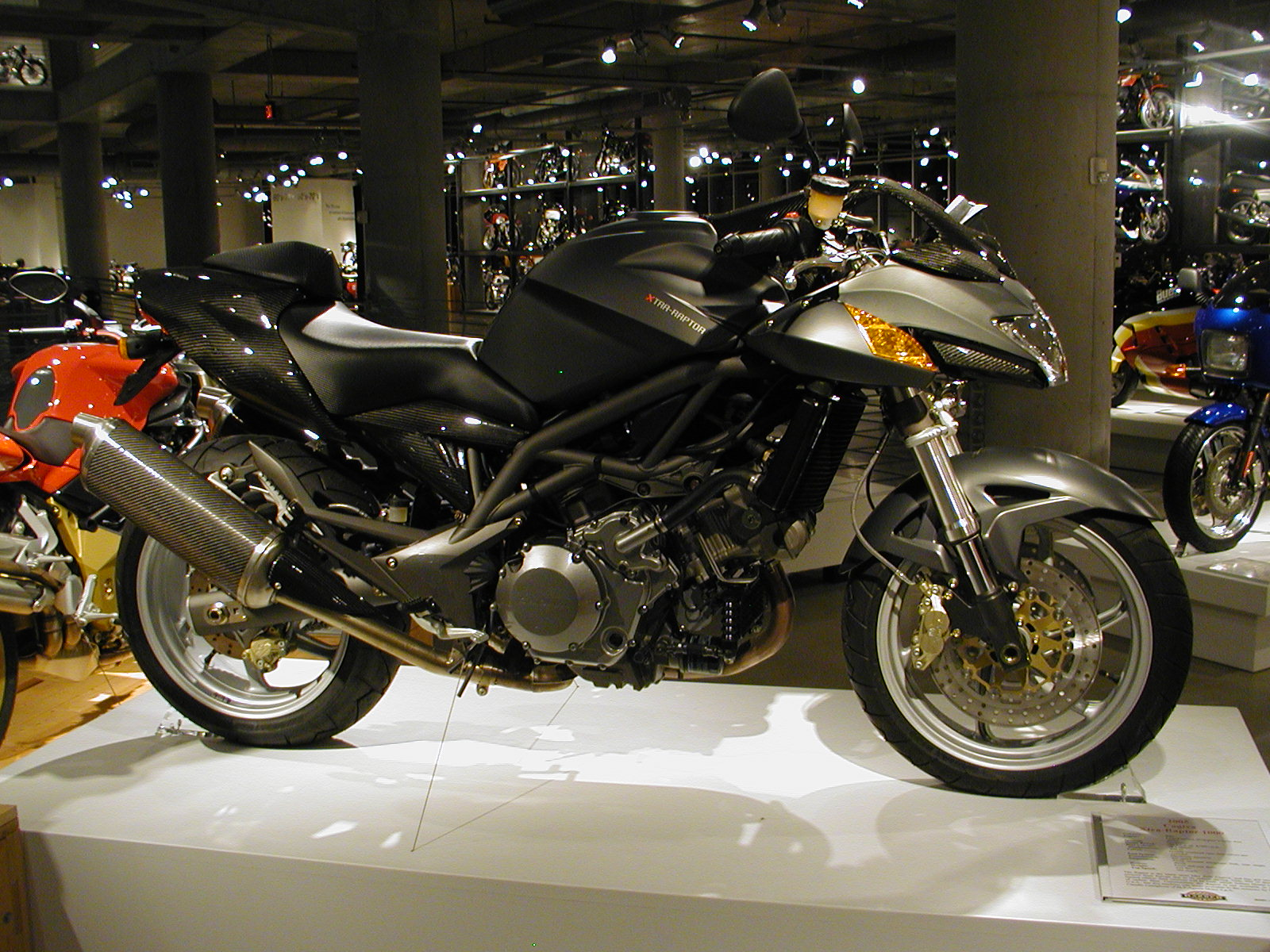
Cagiva Xtra Raptor 1000 (2006)

### Fora d'asfalt
- WMX 125
- WMX 200
- WMX 220
- WMX 250
- WMX 500
- MXR 250
- MXR 500
- RX 250

### Adventure - dual sport
| - SXT 125 - SXT 175 - SXT 200 - SXT 250 - SXT 350 - T4 350 E - T4 350 R - T4 500 E - T4 500 R - Ala Blu 125 - Ala Blu 250 - Ala Blu 350 | - AR Aletta Rossa 125 - AR Aletta Rossa 200 - AR Ala Rossa 350 - Elefant 125 - Elefant 350, motor Ducati - Elefant 650, motor Ducati - Elefant 750, motor Ducati - Elefant 900, motor Ducati - Canyon 500 - Canyon 600 - Gran Canyon 900, motor Ducati - W4 50/75/80 | - W8 125 - W12 350 - W16 600 - Cruiser 125 - Tamanaco 125 - N90 125 - Cocis 50 - Navigator 1000, motor Suzuki |

### Escúters
- Passing 50cc (escúter)